# 일본이 공포한 전쟁 사과 성명 목록
이 문서는 제2차 세계 대전 중 일본 제국이 벌인 전쟁 범죄 및 잔학 행위에 대해서 일본이 공포한 전쟁 사과 성명 목록(日本-公布-戰爭謝過聲明目錄)이다. 이 목록은 아시아의 제2차 세계 대전 종전 이후 1950년대부터 2010년대까지 발표한 성명을 나열했다.

## 배경
태평양 전쟁이 끝나면서 일본 제국 정부는 포츠담 회담을 전면 수용하게 된다. 1945년 9월 2일, 미군 전함 USS 미주리에서 항복문서에 서명하면서 공식적으로 일본의 항복을 선언했다. 공식적인 항복문서에 서명한 후 더글러스 맥아더 장군이 일본의 연합군 최고사령부 최고사령관에 임명되었다.

## 역사

### 1950년대
- 1957년: 내각총리대신 키시 노부스케가 버마의 국민들에게: “우리는 방금 지나간 전쟁 중에 우리가 저지른 괴로움을 깊은 후회로 바라봅니다. 속죄를 위한 의지로, 고통을 겪은 사람들에게, 오직 부분적이라도, 일본은 전쟁 배상에 대한 호의와 의무를 충족시킬 준비가 되어 있습니다. 오늘의 일본은 과거의 일본이 아닙니다. 하지만, 우리의 헌법이 가리키는 대로, 일본은 평화를 사랑하는 국가입니다.”[2]

- 1957년: 내각총리대신 키시 노부스케가 호주의 국민들에게: “당신들에게 표현하고, 당신들을 통해 호주의 국민들에게 전쟁 중에 저질렀던 것을 마음속으로부터 슬퍼하는 것은 나의 공식적 의무이며, 내 개인적인 소망입니다.”[3]

### 1960년대
- 1965년 6월 22일: 외무대신 시나 에쓰사부로(민주당)가 대한민국의 국민들에게: “'우리의 두 나라' 그곳의 긴 역사는 불행한 시간이었습니다, 이것은 정말로 유감이며 우리는 깊게 후회를 느낍니다.”(한일 기본 조약에 조인하면서)

### 1970년대
- 1970년 11월 29일: 내각총리대신 다나카 카쿠에이(자민당)가 중화인민공화국의 국민들에게: “일본 측은 전쟁을 통해 중국인에게 저지른 심각한 피해에 대한 책임을 날카롭게 알아채고, 스스로 깊게 책망합니다. 더욱이, 일본 측은 중국 정부에 의해 제시되는 ‘관계 복구를 위한 세 개의 원칙‘을 완전히 이해하는 태도로서 두 나라 사이 관계의 정상화를 인식할 작정일 입장을 재확인합니다. 중국 측은 스스로 이것에 대해 환영을 표했습니다.” (중일공동성명).[4]

### 1980년대
- 1982년 8월 24일: 내각총리대신 스즈키 젠코: “난 과거 전쟁 동안 아시아 국가들에게 심각한 피해를 가했던 것에 대한 일본의 책임을 잘 알고 있습니다.” “ 우리는 침략으로서의 일본의 점령을 정죄하는 비판들이 있음을 인정할 필요가 있습니다.” (교과서 문제에 대한 기자 회견).[5]

- 1982년 8월 26일: 관방 장관 미야자와 기이치(자유민주당)가 대한민국의 국민들에게: “첫 번째, 일본 정부와 일본 국민은 과거의 우리나라가 했던 행동들과 파시스트 정부의 길을 따랐던 것이 대한민국과 중화인민공화국을 포함하여 아시아 국가의 국민들에게 큰 피해와 고통을 야기했던 사실을 그런 행동이 다시는 반복되지 말아야 한다는 후회와 마음가짐으로서 깊게 알고 있습니다. 일본은 1965년 일-한 공동 성명에서 ‘과거의 관계는 유감스럽고, 일본은 깊은 후회를 느낀다.’ 그리고 일-중 공동 성명에서, 일본은 ‘일본이 과거 전쟁을 통해 중국 국민에게 야기했던 심각한 피해에 대한 책임감을 날카롭게 알아채고 깊게 스스로 책망한다.’고 인정했습니다. 이 성명들은 일본의 후회와 내가 진술했던 결정과 이 인식이 오늘날 모두 바뀌지 않았음을 확증합니다. 두 번째, 일-한 공동 성명, 그리고 일-중 공동 성명의 이 정신은 당연히 일본의 학교 교육과 교과서 인증에서 존중받아야 합니다.

- 1984년 9월 6일: 히로히토 천황이 전두환 대통령에게: “오늘날 이 기간 동안 우리 사이의 불행한 과거가 있었던 것은 참으로 유감입니다. 그리고 난 이것이 다시 반복되지 말아야 한다고 믿습니다. (전두환 대통령과의 회담에서)[6]https://www.archives.go.kr/next/search/listSubjectDescription.do?id=002863&pageFlag=&sitePage=1-2-1

- 1984년 9월 7일: 내각총리대신 나카소네 야스히로(자유민주당): “일본이 당신의 나라와 국민들에게 거대한 고통을 가지고 왔던 기간이 이 세기에 있었습니다. 난 이 자리에서 일본의 정부와 국민들이 이 오류에 대해 깊은 유감을 느낀다는 것을 진술하고 싶습니다.”[7]https://www.archives.go.kr/next/search/listSubjectDescription.do?id=002863&pageFlag=&sitePage=1-2-1

- 1985년 10월 23일: 내각총리대신 나카소네 야스히로(자유민주당)가 유엔의 연설에서: “1945년 6월 6일에, 유엔 헌장이 샌프란시스코에서 서명됐을 때, 일본은 40개 국가와 무의미한 전쟁을 하고 있었습니다. 종전으로부터, 일본은 걷잡을 수 없는 민족주의와 군국주의, 세계 많은 나라의 국민들과 우리 나라에 대대적인 파괴를 가져온 전쟁의 촉진을 깊게 후회했습니다.”(유엔에서의 연설)

- 1989년: 내각총리대신 타케시타 노보루(자유민주당)가 일본 국회의 연설에서: “우리가 반복된 기회를 이전에 명료하게 했던 것 같이, 일본 정부와 일본 국민들은 과거 우리나라의 행동이 이웃 국가들의 많은 국민들에게 괴로움과 상실을 가져왔던 것을 깊게 깨닫고 있습니다. 우리의 후회와 해결로부터 시작하는 것은 그런 일들을 두 번 반복하는 것이 아닙니다, 우리는 그 때부터 ‘평화 국가’로서의 과정을 따라왔습니다. 이 의식과 후회는 특히 우리나라와 우리와 지리적으로도 역사적으로도 가장 가까운 이웃인 한반도 사이의 관계에서 강조되어야 합니다. 이 기회에 한반도에서 새로운 상황을 직면한 것 같이, 과거 관계에 대한 지구의 모든 사람들에게, 우리는 우리의 큰 후회와 슬픔을 표현하길 원합니다.” (일본 국회에서의 연설)

### 1990년대
- 1990년 4월 18일: 외무대신 나카야마 다로가 대한민국의 국민들에게: “일본은 이 사할린으로 강제이주된 (한국인)분들이 그들의 자유의지가 아니라 일본 정부의 계획에 의해 사할린으로 강제이주 당한 것과 종전 후에 그곳에 남아 있어야 했던 비극에 대해 깊게 사죄합니다.” (188번째 외교 국회 회의 하원위원회).[8]

- 1990년 5월 24일: 아키히토 천황이 노태우 대통령과의 회담에서: “우리 국가에 의해 전해진, 이 불행한 기간 동안 당신의 국민들이 겪었던 고통을 비추어 볼 때, 가장 큰 유감을 느끼지 않을 수 없습니다.” (노태우대통령과의 회담에서).[9]

- 1990년 5월 25일: 내각총리대신 가이후 도시키가 노태우 대통령과의 회담에서: “난 과거 특정 기간 동안 우리나라의 행동의 대한 결과로서 한반도의 국민들이 얼마나 참을 수 없는 고통과 슬픔을 겪었는지 겸손하게 비추어 보고 사죄를 표할 기회를 갖고 싶습니다. (일본에서 노태우 대통령과의 정상 회담).[10]

- 1992년 1월 1일: 내각총리대신 미야자와 기이치가 기자 회견에서: “위안부에 관하여, 난 내 마음 가장 낮은 곳으로부터 사과합니다. 그리고 형언할 수 없는 고난을 겪었던 분들에게 유감을 느낍니다.”

- 1992년 1월 16일: 내각총리대신 미야자와 기이치가 노태우 대통령과의 만찬에서: “우선적으로, 우리 일본인들은 우리 국가의 행동으로 인한 과거 특정 기간 동안 당신의 국민들이 경험했던 참을 수 없는 고통과 슬픔에 대한 사실을 마음속에 지니고, 뉘우치는 감정을 절대로 잊지 말아야 합니다. 내각총리대신으로서, 난 한 번 더 마음 깊은 곳의 유감과 당신 국가의 국민들에게 사죄를 표합니다.”.[11]

- 1992년 1월 17일: 내각총리대신 미야자와 기이치가 대한민국 방문에서의 정책 연설에서: “우리 국가와 당신 국가 사이에 잊지 말아야 할 관계는 수 천 년 동안 우리가 공격자였고 당신들이 희생자였던 특정 기간이 있었다는 사실입니다. 난 다시 한 번 우리 국가의 행동으로 인해 이 기간 동안 당신들이 경험했던 참을 수 없는 괴로움과 슬픔을 위해 가슴 깊은 유감과 사과를 표하고 싶습니다. 최근 소위‘군 위안부’가 화제로 떠오르고 있습니다. 난 이것과 같은 그 사고가 진심으로 애처롭습니다. 그리고 진심으로 사과합니다.”.[12]

- 1992년 7월 6일: 관방 장관 가토 고이치: “정부는 ‘군 위안부’ 로서 그들의 국적과 출생지에 관계없이 형언할 수 없는 곤란을 겪은 모든 분들에게 진심으로 사죄와 유감을 표합니다. 다시 반복되지 말아야 할 깊은 양심의 가책과 결단력으로, 일본은 대한민국과 다른 국가들 그리고 아시아 지역의 새로운 미래 지향적인 관계를 만들기 위해 노력하고, 평화주의 국가로서 자국의 위치를 관리할 것입니다. 많은 사람들에게 들은 대로, 난 정말로 이 쟁점에 관해 몹시 슬픔을 느낍니다. 다양한 방면의 사람들의 의견을 들음으로서, 난 그런 곤경을 겪은 사람들에게 우리가 무슨 방식으로 우리의 감정을 표현할 수 있을지 심각하게 고려하고 싶습니다.” (한반도, 소위 ‘군 위안부’에 대한 소식에 대해 관방장관 코이치 카토의 성명).[13]https://a

- 1993 8월 4일: 관방장관 고노 요헤이: “의심할 여지없이, 이것은 당시 많은 여성들의 명예와 존엄성에 심한 상처를 입혔던 군 당국의 만행이었습니다. 일본 정부는 다시 한 번 자국의 진실한 사과와 참회를 출신 장소와 위안부 여성으로서 헤아릴 수 없는 고통과 치료할 수 없는 신체적, 정신적 부상을 겪은 이들에 상관없이 모든 이들에게 넓힐 기회를 갖고자 합니다.” (위안부 관계 조사결과 발표에 대한 관방장관 고노 요헤이의 고노 담화)[14]

- 1993년 8월 11일: 내각총리대신 호소카와 모리히로가 그의 취임식 후 첫 번째 기자 회견에서: “나 자신은 이것이 공격의 전쟁이었고, 잘못된 전쟁이었음을 믿습니다.”.[15]

- 1993년 8월 23일: 내각총리대신 호소카와 모리히로가 127회 국회 회의에서: “그 때로부터 48년 후, 우리의 국가는 번영과 평화를 누리는 국가 중 하나가 되었습니다. 우리는 이것이 지난 전쟁에서의 궁극적인 희생과, 이전 세대 국민들의 업적의 산물 위에 설립됐음을 잊지 말아야 합니다. 우리는 이 기회를 빌어 세계에 과거와 새로운 결정에 대한 참회를 확실하게 표현하고자 합니다. 먼저 이 경우에서, 우리는 과거 우리 국가에 의한 침략과 식민 통치가 많은 사람들 위에 크나큰 슬픔과 고통을 가져왔다는 사실을 반성하고 사죄하고자 합니다.” .[16]

- 1993년 9월 24일: 내각총리대신 호소카와 모리히로가 128회 국회 회의에서: “난 정직하게 우리 국가의 행동이 많은 사람들에게 과거에 참을 수 없는 고난과 슬픔을 가져왔다는 인식과 다시 한 번 깊은 유감과 사과를 표현하기 위해 ‘공격의 전쟁‘과 ’공격의 행동‘이라는 표현을 사용했습니다.”.[17]

- 1994년 8월 31일: 내각총리대신 무라야마 도미이치가 연설에서: “과거의 특정 기간 동안 일본의 행동은 수많은 희생자들이 여기 일본에 있다고 주장했을 뿐만 아니라 근처의 아시아와 오늘날도 고통스러운 상처를 가진 어떤 곳의 사람들을 떠났습니다. 따라서 난 이 기회를 빌어 이 공격 행위들, 식민 통치, 그리고 수많은 사람들에게 참을 수 없는 고통과 슬픔을 야기했던 것과 같은, 일본의 미래 진로가 나의 반전 책무에 맞춰 세계 평화를 만드는 데에 전념해야 할 나라가 돼야 할 것에 기반을 두어 나의 신념을 진술하고자 합니다. 우리 일본인에게 이웃 아시아와 다른 곳의 사람들과 함께 우리 역사를 정면으로 응시하는 것은 피할 수 없는 일입니다. 오직 굳건한 상호의 이해와 양면에서의 고통을 극복함으로써 건설할 수 있는 자신감만이 우리와 이웃 나라들이 함께 아시아-태평양의 미래를 깨끗이 하게 할 수 있습니다. 많은 여성들의 명예와 존엄성을 흐렸던 ‘군 위안부’에 대한 논쟁에서, 난 다시 한 번 이 기회를 이용하여 나의 깊고 진실한 유감과 사과를 표하고 싶습니다. 뿐만 아니라 이 문제를 다룸으로서, 난 후회와 사과에 대해 그런 감정들을 논증하는 것에 대한 한 방식은 정면으로 과거를 직면하고 미래 세대에게 바르게 전하는 것을 보장하는 것뿐만 아니라 해당 국가 및 지역과 함께 상호 공동 이해를 증진시키는 일이라고 믿습니다. 이러한 의미에서, 이 사업은 그러한 믿음으로 일관성 있게 만들어져 왔습니다.” (‘평화, 우정, 그리고 진취성을 교류하다’에서, 내각총리대신 무라야마 도미이치).[18]

- 1995년 6월 9일: 하원, 해결 결의안을 통과시킨 일본 국회: "2차 세계 대전 50주년의 경우에서, 의회는 만행에 당한 사람들과 전쟁의 희생자들 그리고 전 세계의 비슷한 만행에 당한 자들에게 신실한 조의를 표한다. 많은 식민 통치와 현대 세계 역사 속 공격 행위, 그리고 일본이 그러한 행위들을 과거에 행한 것을 인정한 것, 고통과 곤경을 다른 나라들의 국민들에게 가한 것, 특히 아시아에서, 하원 의원들은 깊은 유감을 표한다." (역사를 교훈으로 평화로의 결의를 새롭게 하는 결의).[19]

- 1995년 7월: 내각총리대신 무라야마 도미이치가 성명에서: “이른바 군 위안부에 대한 문제는 당시의 일본군과 관련된, 많은 여성의 명예와 존엄성을 심각하게 더럽힌 하나의 흉터입니다. 이것은 전체적으로 변명할 수 없습니다. 난 군 위안부로서, 결코 가까워질 수 없는 감정적, 육체적 부상을 겪은 사람들에게 깊은 사죄를 표합니다.” ("아시아 여성 기금" 설립 당시 내각총리대신 무라야마 도미이치의 성명).[20]

- 1995년 8월 15일: 내각총리대신 무라야마 도미이치가 성명에서: "멀지 않은 과거의 특정 기간 동안, 일본은, 자국의 식민 통치와 공격을 통해, 많은 나라의 국민들에게 막대한 피해와 고통을 입혔습니다. 특별히 아시아 말입니다. 그런 실수가 미래에 만들어지지 않았으면 하는 희망에서, 난 생각합니다, 인류애의 정신에서, 이 반박할 수 없는 역사의 사실들, 그리고 다시 한 번 여기에 나의 깊은 후회를 표하고, 내 가슴 깊은 곳의 사과를 전합니다." (내각총리대신 무라야마 도미이치의 성명 '전후 50주년의 종전기념일을 맞아').[21]

- 1996년 6월 23일: 내각총리대신 하시모토 류타로가 기자 회견에서: “하시모토는 한국 국민 이름의 일본화 정책 같은 일본의 한반도 식민 지배의 양상에 대하여 언급했고, 이것이 얼마나 한국 국민의 가슴에 상처를 입혔을 지는 상상 이상이라고 논평했습니다. 하시모토는 또한 한국 위안부 문제에 관해 어떤 것도 여성의 명예와 존엄성을 이것보다 더 해칠 수 없으며, 깊은 유감과 마음 속 깊은 사죄를 알리고 싶다고 언급했습니다.” (대한민국, 김영삼 대통령과의 정상 회담의 공동 기자 회견에서).[22]

- 1998년 1월 13일: 대변인의 발표: “2차 세계 대전 전쟁 포로들에 대한 내각총리대신 하시모토 류타로의 성명이다. Q: 지난 밤 수상 블레어와의 만남에서, 내각총리대신 하시모토께서 정말로 전쟁 포로들에 대해서 사과했습니까? 대변인: 중요한 것은 일본의 내각총리대신이 직접 영국의 수상에게 직접 2차 세계 대전 중 고통을 받은 사람들에게 깊은 참회와 진심어린 사죄를 표했다는 것입니다. 이것은 내각총리대신 하시모토와 수상 블레어와의 두 번째 만남이었고, 우리는 특히 올해 회담을 매우 중요하게 여겼습니다. 내각총리대신 하시모토는 그의 유감과 사죄를 일본 정부를 대신하여 표현했습니다.; 이것은 매우 중요합니다. 수상 블레어는 이 문제에 대하여 내각총리대신 하시모토가 발표한 성명의 중요성을 충분히 이해합니다. 객관적으로 대화한 후의 그의 기자 회견 기회는 두 신사가 나누던 대화를 반영합니다. (대변인에 의한 기자 회견)[23] 후속 인터뷰로, 내각총리대신 하시모토의 대변인 타나카는 분명하게 말했다. “우리의 사죄에 대한 감정과 참회에 대한 감정은 지난 세계 대전을 경험했던 모든 나라들에게 연설되었습니다.”[24]

- 1998년 7월 15일: 내각총리대신 하시모토 류타로가 네덜란드 수상 윌리엄 콕에게 보내는 편지에서: “소위 ‘군 위안부’ 문제에 관한 도덕적 책임을 매우 잘 알고 있는 일본 정부는 이 문제에 관해 국립 보상을 보내는 프로젝트를 시행하는 아시아 여성 기금과의 긴밀한 협력으로 이 문제를 진심으로 다루고 있습니다. 당시 일본 군 당국과 관련된 위안부 문제를 인식하는 것은 수많은 여성들의 명예와 존엄성에 대한 중대한 모욕이었습니다. 난 위안부로서 헤아릴 수 없는 고통스러운 경험을 겪고 치료할 수 없는 신체적, 정신적 부상을 입은 모든 여성들과 각하께 나의 가장 진실한 사죄를 전하고 싶습니다. 1995년 내각총리대신의 성명으로서, 일본 정부는 과거 네덜란드를 포함한 많은 나라들의 국민들에게 일본에 의해 야기된 거대한 피해와 고통에 대해 깊은 참회와 진심어린 사과를 갱신합니다. 그리고 나 자신은 작년 6월 네덜란드 방문에서 이런 감정으로 인도 기념비에 헌화했습니다.” (그 때의 일본 내각총리대신 류타로 하시모토가 보낸 편지의 내용).[25]

- 1998년 10월 8일: 아키히토 천황이 대한민국 대통령 김대중씨와의 만찬 연설에서: “우리 국가가 한반도에 크나큰 고통을 가져온 기간이 있었습니다. 내가 이것에 대해 느끼는 깊은 슬픔은 절대 잊혀지지 않을 것입니다.”.[26]

- 1998년 10월 8일: 내각총리대신 오부치 게이조가 선언에서: “이 세기에서 일본과 대한민국 사이의 관계를 돌아보면서, 내각총리대신 오부치는 겸손한 자세로 과거 특정 기간 동안 일본이 야기한, 식민 통치로 인한 대한민국 국민들의 피해와 고통의 역사의 사실에 대해 언급했고, 이 사실에 대해 깊은 참회와 가슴 어린 사죄를 표현했습니다. 대통령 김대중은 진심으로 내각총리대신 오부치의 역사에 대한 인식을 받아들였고 이것에 대한 감사를 표했습니다. 그는 또한 친절한 협력과 선린관계 뿐만 아니라 화해를 기반으로 한 미래 지향적인 관계를 건설하고 그들의 불행한 역사를 극복하는 현재 양 국가의 관점을 표시했습니다.” (한일공동선언).[27]

- 1998년 9월 26일: 내각총리대신 오부치 게이조가 선언에서: “양 쪽은 정면으로 과거를 응시하는 것과 정확하게 역사를 이해하는 것이 일본과 중국 사이의 발전하는 관계를 위한 중요한 토대라고 믿습니다. 일본 측은 1972년 일본 정부와 중국 정부의 공동 성명과 1995년 8월 15일 이전 내각총리대신 무라야마 도미이치의 성명을 준수합니다. 일본 측은 과거 특정 기간 동안 중국에 맞선 공격을 통해 중국 국민들에게 야기한 심각한 피해와 곤궁에 대한 책임을 예민하게 받아들이고 이것에 대해 깊은 사죄를 표합니다. 중국 측은 일본 측이 역사로부터 교훈을 얻고, 평화와 발전의 길에 붙길 희망합니다. 이것에 기초해서, 양쪽은 우정의 오래된 관계를 발전시킬 것입니다.” (일본-중국 관계).[28]

### 2000년대
- 2000년 8월 10일: 일본 총영사 우메즈 이타루가 홍콩에서: “사실, 일본은 명확하게 반복해서 자국의 진실한 참회와 사죄를 표해 왔고, 배상 문제를 진실하게 처리해 왔습니다. 이 사과들은 반박의 여지없이 표현됐고, 특별히 1995년 내각총리대신 모리 요시로를 포함해서, 내각 결정과 성공적인 총리들에 의해 그 뒤로 유지되어 온 것에 기초한 내각총리대신 무라야마 도미이치의 공식 성명에서, 무라야마 씨는 일본이 자국의 식민 통치와 공격성을 통해, 많은 나라의 국민들에게 특히 아시아 국가들에게 거대한 피해와 고통을 야기했다고 말했습니다. 이러한 실수가 미래에 만들어지지 않기 위한 희망에서, 난 겸손한 마음으로, 이 반박할 수 없는 역사적 사실들, 그리고 여기에서 다시 한 번 내 깊은 참회의 심정과 가슴 깊은 사죄를 진술합니다.”(일본이 자국의 과거에 직면함. 극동 경제 검토, 2000년 8월 10일).[29]

- 2000년 8월 30일: 외무대신 고노 요헤이가 중국 방문 중 연설에서: “난 일본의 역사의 자각이 2차 세계 대전 종전 5주년 기념일에서 내각 결정에 따라 내각총리대신 무라야마 도미이치가 제기했던, 성명 속에서 분명하게 출발됐다고 믿습니다. 내각의 구성원으로서, 난 그 성명의 초안에 참석했습니다. 그 안에 들어 있는 것은 이후 성공적인 관리에 의해 가결되었고 지금은 일본 국민들 대다수의 일반적인 관점입니다.” (외무대신 고노 요헤이의 중국 방문 중 연설).[30]

- 2001년 4월 3일: 관방 장관 후쿠다 야스오: 일본은 멀지 않은 과거의 기간 동안, 많은 나라의 국민들에게 특히 아시아 국가들에게 식민 통치와 공격을 통해 큰 피해와 고통을 일으켰던 것을 겸손히 인정하며, 이것에 대해 깊은 참회와 진실한 사죄를 표합니다. 이러한 인정은 이후 내각에 의해 계승되었고 현재 내각에선 이것에 관한 변화가 없습니다.“ (2002년부터 고등학교 학생에게 사용되는 역사 교과서에 대한 관방 장관 후쿠다 야스오의 논평).[31]

- 2001년 9월 8일: 외무대신 다나카 마키코가 연설에서: “우리는 지난 전쟁 동안 일본이 많은 나라의 국민들에게 큰 피해와 고통을 일으킨 것을 잊지 않았습니다. 많은 이가 그들의 소중한 생활을 잃었고 부상당했습니다. 전쟁은 이전 전쟁 포로를 포함하여 많은 사람들에게 치료할 수 없는 상처를 남겼습니다. 겸손한 정신으로 이러한 역사적 사실을 대면하면서, 난 오늘 1995년 무라야마의 성명에서 표현된 우리의 깊은 참회와 가슴 속 깊은 사죄를 재확인합니다.” (샌프란시스코 평화 조약 체결 50주년 기념행사에서 외무대신 마키코 타나카의 연설) .[32]

- 2001년 10월 15일: 내각총리대신 고이즈미 준이치로: “담화 동안, 김 대통령은 내각총리대신 고이즈미가 일본의 식민지 지배에 대한 참회와 사죄를 표한 서대문 독립 공원에서 그의 발언에 매우 감사했습니다.” (일본 총리가 한국을 방문하다).[33]

- 2001년: 내각총리대신 고이즈미 준이치로 (또한 1995년부터 하시모토류타로, 오부치 게이조, 모리 요시로를 포함해 모든 내각총리대신에 의해 서명됨) 가 편지에서: “일본의 내각총리대신으로서, 난 이와 같이 위안부로서 헤아릴 수 없는 고통스러운 경험을 겪고 치료할 수 없는 신체적, 정신적 부상을 입은 모든 여성들에게 나의 가장 진실한 사과와 참회를 새로 넓힙니다. 우리는 과거의 무게를 피해서도, 미래에 대한 책임을 피해서도 안 됩니다. 난 우리나라가 사죄와 참회의 심정으로 자국의 도덕적 책임에 대해 잘 알고 있을 것이라고 믿으며, 정면으로 과거 역사를 바라보고 이것을 정확히 미래 세대에 전달해야 합니다.” (내각총리대신 고이즈미 준이치로가 이전 위안부에게 보내는 편지로부터).[34]

- 2002년 9월 17일:　내각총리대신 고이즈미 준이치로: “일본 측은 겸손한 마음으로 과거 식민 통치로 인해 한국 국민에게 거대한 피해와 고통을 야기한 역사적 사실에 대해 언급하며, 깊은 조의와 사죄를 표합니다.”(조일평양선언)

- 2003년 8월 15일: 내각총리대신 고이즈미 준이치로: “전쟁 동안, 일본은 많은 나라의 사람들 특히 아시아 국가들에게 큰 피해와 고통을 야기했습니다. 일본의 국민을 대신하여, 나는 이로써 내가 희생자들에게 신실한 애도를 표한 것과 같이 내 깊은 참회의 심정을 갱신합니다.” (전사자에 대한 58기 기념행사에서 내각총리대신 고이즈미 준이치로의 연설).[35]

- 2005년 4월 22일: 내각총리대신 고이즈미 준이치로: “일본은 겸손한 정신으로 역사적 사실을 정면으로 바라봅니다. 그리고 항상 머릿속에 새겨져 있는 깊은 참회와 진심어린 사죄의 감정으로, 일본은 2차 세계 대전 종전부터 끊임없이 경제적 힘을 군사적 힘으로 전환하지 않으면서, 모든 문제를 평화적인 수단으로 해결하는 원칙으로, 의지를 힘으로 쓰는 일이 없이 단호하게 유지해 왔습니다. 일본은 다시 한 번 세상의 번영과 평화를 위해 기여하는 해결책을 제시할 뿐 아니라, 신뢰의 관계를 존중하는 것을 세계의 국가들과 즐깁니다.”(2005년 아시아-아프리카 정상에서 일본 내각총리대신의 연설).[36]

- 2005년 8월 15일: 내각총리대신 고이즈미 준이치로: “과거에, 일본은 식민 통치와 공격을 통해 많은 국가의 국민들, 특히 아시아 국가들에게 거대한 피해와 고통을 입혔습니다. 진심으로 이러한 역사적 사실을 마주하면서, 난 다시 한 번 깊은 참회와 가슴어린 사죄의 마음을 표하고, 또한 전쟁에서 국내와 해외 모두의 희생자들에게 애도의 마음을 표합니다. 난 끔찍한 전쟁의 교훈을 악화시키는 것을 허락하지 않고, 전쟁을 다시 수행함 없이 세계의 번영과 평화에 기여하기로 정해져 있습니다.”[37] (고이즈미 담화)

- 2007년 3월 1일: 내각총리대신 아베 신조가 신문 기사에 1993년에 성매매 업소의 사용을 이미 인정했더라도 일본 정부가 성노예를 유지했다는 증거는 없다고 진술했다. 3월 27일, 일본 의회가 공식적 사과를 제기했다[38] 이것은 성노예로 이용됐던 일본 정부로부터의 사과를 요구한 생존 위안부에 관한 것이었다.

- 2009년 5월 9일: 일본 정부가 미국에 있는 대사관을 통해 죽음의 바탄 행진에서 고통을 겪은 전 미국인 전쟁 포로들에게 사과했다.[39]

### 2010년대
- 2010년 2월 11일: 외무대신 오카다 가쓰야: “난 100년 전 한국인들의 나라와 국가적 자존심을 박탈했던 것을 생각합니다. 난 자신들의 나라를 잃고 자존심의 상처를 입었던 사람들의 감정을 이해할 수 있습니다.” 오카다가 공동 소식 회의 동안 한국 외교통상부 장관 유명환에게 말했다. (이것은 일본의 한국 식민지 합병 100 주년을 표시하는 성명이었으며, 특별히 일본의 전쟁 행위에 관련된 것이 아니다.)[40]

- 2010년 8월 10일: 내각총리대신 간 나오토가 한국에 대한 일제의 식민 지배 시기 동안의 ‘가학 행위에 대한 깊은 유감’ 을 표명했다. 일본의 교도 통신사는 또한 내각 의원들이 성명을 지지했다고 보도했다. 덧붙여, 간은 한국이 요구하고 있었던 귀중한 문화유산을 돌려줄 것이라고 말했다. 그 중에서도 한국 고대 왕조의 기록이었다.[41]

- 2010년 11월 13일: 외무대신 오카다 가쓰야가 2차 세계 대전 동안 일본인들에 의해 수감자로 갇혔던 6명의 1942년 죽음의 바탄 행진의 생존자인 90세 레스터 테니를 포함한 전 미국 참전 용사 집단에게 사과했다. 6명과 그들의 가족, 그리고 사망한 두 명의 가족들이 전 미국인 전쟁 포로들과 미래에 일본을 방문할 다른 나라의 전 수감자들을 볼 프로그램에서 일본 정부의 경비로 일본 방문에 초대됐다.[42]

- 2010년 12월 7일: 내각총리대신 간 나오토가 1910년 합병의 100주년 기념일에 만들어진 성명의 일부분으로서 한국의 식민지 아래 겪었던 고통에 대해 사과했다. “난 식민지 지배로 인해 야기된 크나큰 피해와 고통에 대해 갱신된 깊은 유감과 마음 깊은 사과를 표합니다.” 간이 말했다. 간은 일본이 그들의 국가적 자존심에 거대한 피해와 결과로서 문화와 주권의 손실을 겪은 '한국 국민들의 의지에 반하여서' 한국을 식민지화했고, 덧붙여 그는 역사를 해결하기 위해 용기와 겸손으로 자신의 나라에 정직한 관점을 가지고 바라보고 싶다고 말했다.[43]

- 2011년 3월 3일: 외무대신 마에하라 세이지가 일본 정부의 내빈으로서 제국시대 일본 포로였을 동안 그들이 받은 학대에 대해 일본을 방문한 호주인 전쟁 포로 집단에게 사과했다.[44]

- 2011년 12월 8일: 의회 차관 외무정무차관 토시유키 캣은 홍콩전투 후의 캐나다인 전쟁 포로의 대우에 대해 캐나다에 사과했다.[45]

- 2013년 1월 9일: 2009년부터 2010년까지 일본의 내각총리대신 하토야마 유키오는 난징 방문 동안 중국 내의 일본인 전쟁 범죄에 대한 희생자들에게 정식 사과를 제기했다. 이전 내각총리대신는 또한 일본 정부에게 중국에서 댜오위다오, 일본에서 센카쿠로 알려진 섬의 주권에 관해 두 나라 사이의 논쟁을 인정해 달라고 촉구했다.[46]

- 2014년 4월 9일: 주필리핀 일본 대사 토시나오 우라베는 바탄 용맹 행사의 날에 ‘진실한 사죄’와 ‘깊은 유감’을 표하고 ‘다시는 전쟁을 일으키지 않을 것’을 맹세했다.[47]

- 2015년 8월 12일: 하토야마 유키오 전 총리가 광복 70주년들 앞두고 서울 서대문 형무소에 방문하여 헌화하고 사죄하였다.[48]

- 2015년 4월 29일: 아베 신조 일본 내각총리대신이 미국 의회 합동회의에서 첫 연설을 하면서 제2차 세계대전 중 일본의 행동에 대해 "깊은 반성"을 표명했다.[49]

- 2015년 12월 28일: 기시다 후미오 일본 외무대신과 윤병세 대한민국 외교부 장관이 일본과 한국을 대표하여 각자의 성명으로 구성된 공동 기자 회견에서 발표했다. 기시다는 “위안부 문제는 당시 일본군 당국이 개입한 사건으로 다수의 여성의 명예와 존엄에 대한 중대한 모독이었다”며 “일본 정부는 이러한 관점에서 책임을 뼈저리게 인식하고 있다”고 말했다. 아베 내각총리대신은 일본 총리로서 측량할 수 없는 고통을 겪었고 위안부로서 치유할 수 없는 육체적, 정신적 상처를 입은 모든 여성들에게 다시 한 번 진심 어린 사죄와 반성을 표한다”고 말했다. 이어 "일본 정부는 예산을 통해 모든 위안부 피해자들의 정신적 상처를 치유하기 위한 조치를 취하겠다"고 설명했다. 윤 장관은 이에 대해 "일본 정부가 주한 일본대사관 앞에 세워진 동상에 대해 선교 평화 방해나 존엄성 훼손을 막기 위한 차원에서 우려하고 있는 사실을 인정하고, 적절한 방식으로 이 문제를 해결하기 위해 노력할 것"이라고 밝혔다. 두 나라 모두 이 합의가 "최종적이고 불가역적으로" 쟁점을 해결할 것이며 "일본 정부가 발표한 조치를 착실히 이행할 것을 전제로" 양국은 "유엔을 포함한 국제사회에서 이 문제에 대해 서로 비난하거나 비난하는 것을 자제할 것"이라고 말했다.[50] (2015년 한·일 일본군 위안부 협상 타결)

### 2020년대
- 2020년 8월 15일: 제2차 세계대전 종전 75주년 기념식에서 나루히토 일본 천황은 일본의 전시 과거에 대해 "깊은 반성"을 표명하고 "전쟁의 참상이 다시는 반복되지 않는다."고 표명했다.[51]

## 논란
한국, 대만, 중국의 정계에서 사과와 배상에 대한 요구는 끊임없이 이루어지고 있다. 서방의 국가들 또한 일본 정부에게 오랫동안 행해지지 않은 행동을 요구하고 있다. 특히 2007년, 미국 하원에서는 이를 위해 투표하여 의결하기도 했다. 사과의 정도에 대한 지적과 겉치레라는 비판이 나오고 있으며, 이전의 발언에 대해 이후에 취소하거나, 모순되는 선언과 행동을 하고 있다.
2006년 10월, 아베 신조 총리의 사과는 1000명 이상의 전쟁 범죄자들을 안치한 야스쿠니 신사에 80명 이상의 국회의원이 방문한 날 이루어졌다. 사과의 2년 후, 아베 신조는 일본군이 제 2차 세계 대전동안 위안부를 성노예로 사용하했다는 것을 부인했다. 또한, 아베 총리는 1급 전쟁범죄자들이 "일본의 법에서는 범죄자가 아니다"라고 주장했다. 또한 그는 무라야마 담화를 "아베 내각은 굳이 지킬 필요가 없다"고 말하며 내던져 버렸다. 그리고 사과의 정의에 대해 질문을 던지며, "침략이라고 규정하는 명백한 답은 세계적 단체나 학계 모두 내리지 못하고 있다. 국가 간에 일어나는 일은 보는 사람에 따라 달려있다."고 말했다.
2010년 대만의 한 위안부가 "일본 정부가 아직도 그들이 한 행적을 사과하기를 거부하는 것을 용납할 수 없다"고 선언했다. 마잉저우 대통령 또한 "일본 정부는 그것이 실수였음을 인정하고, 사과할 책임이 있다. [...] 일본정부가 아직도 그들의 잘못을 마주보기를 거부하는 것이 유감스럽다"고 말하였다.
또한 2010년에, 24%의 한국인들이 여전히 일본이 식민 통치에 대해 아예 사과하지 않았다고 느꼈고, 일본에서는 58%의 사람들이 충분히 사과하지 않았다고 느낀다는 설문조사 결과가 집계되었다.
몇몇 일본의 정치인들은 사과가 충분하다고 격분한다. 1990년 대에 노태우 대한민국 대통령이 일본을 방문했을때, 일본 내각의 간사장이던 오자와 이치로가 말하기를, "우리는 과거를 인지하기 때문에 한국과 경제적으로 협동하는 것입니다. 우리가 가지고 있는 것보다 더 가지기 위해서 부복해야겠습니까?"라고 하였다.

### 사과의 형식
위안부 문제를 위한 워싱턴 협회는 일본의 사과들에서 샤자이가 아니라 오와비의 단어 사용을 거부했다. 연합이 말하길, "오와비라는 표현은 일본에서 대부분의 경우에 '실례합니다'보다 조금밖에 더 나아간 성격만을 띈다"고 말했다.
제퍼리 모크와 미츠히로 토쿠나가는 그들이 발행한 벽지에서, "오와비의 사용은 명백히 과제의 정도와 형식성에 적절하다. 검증받은 사전인 베이징 웨이궈위 셰이샤오 중일 사전과 이와나미 일중 사전이 오와비를 형식적이고, 정중한 사과의 단어라고 분류해 놓았다. 오와비는 샤자이, 신샤, 친샤와 같은 수준의 사과의 표현이며, 공식적이고 형식적이게 사과를 표현하는 보통의 방법이다. 샤자이의 용법은 글로 썼을 때는 사용하지 않으며, 매우 드물다. 친샤（陳謝）와 오와비 둘다 공식적이고 형식적인 사과의 표현이며, 무엇이 더 약하다고 여기지 않는다"라며, 그러한 말이 오와비라는 단어에 대한 잘못된 이해와 오역에 문제가 있다고 하였다.
일본정부와 총리는 "코코로 카라 노 오와비"를 "우리의 심장에서, 가장 진실된 사과"가 가장 가까운 번역이라고 이 문제에 대해 답변하였다.
이와 별개로, 협회는 또한 일본정부가 위안부 생존자에 대해 직접적으로 접촉하여 배상을 하지 않는 것에 대해 어떠한 법률상의 책임도 부인하는 것을 비판하였다.

## 같이 보기
- 일본의 망언 목록
- 일본의 전쟁 범죄
- 전후 50주년의 종전기념일을 맞아
- 일본의 역사교과서 문제
- 역사를 교훈으로 평화로의 결의를 새롭게 하는 결의

## 참고 문헌
- Herbert Bix|Bix, Herbert P. (2000). Hirohito and the Making of Modern Japan. New York: HarperCollins. 10-ISBN 0-06-019314-X; 13-ISBN 978-0-06-019314-0; OCLC 247018161
- John W. Dower|Dower, John W. (1999). Embracing Defeat|Embracing Defeat: Japan in the Wake of World War II. New York: W. W. Norton. 10-ISBN 0-393-04686-9; 13-ISBN 978-0-393-04686-1; OCLC 39143090
- Dudden, Alexis. (2008). Troubled Apologies Among Japan, Korea, and the United States New York: Columbia University Press. 10-ISBN 0-231-14176-9; 13-ISBN 978-0-231-14176-5; OCLC 184821617
- Funabashi, Yōichi (船橋洋一). (2003). Reconciliation in the Asia-Pacific Washington, D.C.: US Institute of Peace. 10-ISBN 1-929223-47-1; 13-ISBN 978-1-929223-47-3; OCLC 51755853
- Lind, Jennifer. (2008). Sorry States: Apologies in International Politics Ithaca: Cornell University Press. 10-ISBN 0-8014-4625-2; 13-ISBN 978-0-8014-4625-2; OCLC 214322850